# 上位
| ウィキペディアには「上位」という見出しの百科事典記事はありません（タイトルに「上位」を含むページの一覧/「上位」で始まるページの一覧）。 代わりにウィクショナリーのページ「上位」が役に立つかもしれません。 |